# Signori... Mina! vol. 4
Signori... Mina! vol. 4, pubblicato nel 1993, è un album (solo CD) della cantante italiana Mina.

## Il disco
L'etichetta Raro!Records, di proprietà della rivista musicale Raro!, in collaborazione con la Fonit Cetra e la RAI, ha raccolto in 4 CD le esibizioni più importanti di Mina in televisione dal vivo. Mina, ad appena 21 anni nel 1961, dopo solo tre anni dal debutto, partecipa alla prima edizione di Studio Uno insieme a mostri sacri del varietà internazionale come Marcel Aumont, le Gemelle Kessler, Walter Chiari, Marc Ronay, Don Lurio e il Quartetto Cetra. Con Studio Uno del 1965 Mina diventa la protagonista indiscussa del varietà televisivo, la sua popolarità raggiungerà livelli ineguagliati con le trasmissioni successive: Sabato sera, Canzonissima, Teatro 10 e Milleluci.

## Tracce
1. Introduzione parlata: Lelio Luttazzi - 0:22 -
2. Amado mio (Amado mio) - 3:15 -  (Doris Fisher-Allan Roberts-Devilli) Edizioni MCA Music
3. Medley: - 5:46 -
  1. She loves you - 1:11 -  (John Lennon-Paul McCartney) Edizioni Warner-MCA-EMI Publishing/Ricordi
  2. And I love her - 0:53 -  (John Lennon-Paul McCartney) Edizioni Warner-MCA-EMI Publishing/Ricordi
  3. A hard day's night - 0:56 -  (John Lennon-Paul McCartney) Edizioni Warner-MCA-EMI Publishing/Ricordi
  4. If I fell - 0:21 -  (John Lennon-Paul McCartney) Edizioni Warner-MCA-EMI Publishing/Ricordi
  5. I should have known better - 1:22 -  (John Lennon-Paul McCartney) Edizioni Warner-MCA-EMI Publishing/Ricordi
4. Quelli che hanno un cuore (Anyone who had a heart) - 2:44 -  (Burt Bacharach-Hal David-Giuseppe Cassia) Edizioni Telstar
5. Quando dico che ti amo - 2:37 -  (Tony Renis-Alberto Testa) Edizioni RCA/BIEM
6. Medley: - 6:14 -
  1. Arrivederci - 2:24 -  (Umberto Bindi-Giorgio Calabrese) Edizioni Ariston
  2. Georgia on my mind - 2:10 -  (Hoagy Carmichael-Stuart Gorrell) Edizioni Southern
  3. Azzurro - 1:39 -  (Paolo Conte-Vito Pallavicini-Michele Virano) Edizioni Clan
7. Medley: (con Gianni Morandi) - 5:20 -
  1. Intro/Reggio Emilia - 1:57 -  (Gianni Ferrio-Castellacci-Giutil) Edizioni Tank
  2. Meglio sarebbe - 1:46 -  (Castellacci-Giutil) Edizioni Stramilano
  3. L'uva fogarina (Teresina Imbriaguna) - 0:40 -  (Tradizionale, arrangiamento: Gianni Ferrio) Edizioni Ricordi
  4. Come porti i capelli bella bionda - 0:56 -  (Tradizionale, arrangiamento: Gianni Ferrio) Edizioni Ricordi
8. Mi chiamano Mimì - 5:44 -  (Giacomo Puccini-Giuseppe Giacosa) Edizioni Ricordi
9. Sette uomini d'oro (Tema dal film) - 3:14 -  (Armando Trovajoli) Edizioni Cam
10. Medley: - 6:19 -
  1. Se piangi, se ridi - 1:17 -  (Bobby Solo-Gianni Marchetti-Mogol) Edizioni Fama
  2. L'amore ha i tuoi occhi - 1:08 -  (Gorni Kramer-Vito Pallavicini) Edizioni Biem
  3. Le colline sono in fiore - 0:58 -  (Calibi-Carlo Donida) Edizioni Ritmi e Canzoni
  4. Amici miei - 1:18 -  (Giancarlo Colonnello-Vito Pallavicini) Edizioni Suvini-Zerboni
  5. Io che non vivo (senza te) - 1:37 -  (Pino Donaggio-Vito Pallavicini) Edizioni Curci
11. Io per lui (To give the reason I live) - 1:56 -  (Bob Gaudio-Bob Crewe-Daniele Pace) Edizioni Suvini-Zerboni
12. Medley: (con Rita Pavone) - 6:46 -
  1. Amore twist (Mina) - 0:44 -  (Angelo Bovenzi) Edizioni BMG-Ariola
  2. Il cielo in una stanza (Rita Pavone) - 0:56 -  (Gino Paoli) Edizioni Fama
  3. Che m'importa del mondo (Mina) - 0:25 -  (Franco Migliacci-Luis Enríquez Bacalov) Edizioni BMG Ariola
  4. Una zebra a pois (Rita Pavone & Mina) - 0:23 -  (Lelio Luttazzi-Dino Verde-Marcello Ciorciolini) Edizioni Liberty
  5. La partita di pallone (Mina) - 0:18 -  (Edoardo Vianello-Carlo Rossi) Edizioni BMG-Leonardi
  6. Moliendo cafè (Rita Pavone) - 0:19 -  (Josè Manzo-Korn) Edizioni Curci
  7. Come te non c'è nessuno (Mina) - 0:42 -  (Franco Migliacci-Oreste Vassallo-Enrico Polito) Edizioni BMG-Ariola
  8. Città vuota (It's a lonely town) (Rita Pavone) - 0:30 -  (Doc Pomus-Mort Shuman-Giuseppe Cassia) Edizioni BMG-Ariola
  9. Pel di carota (Mina) - 0:18 -  (Franco Migliacci-Ennio Morricone) Edizioni BMG-Ariola
  10. Due note (Rita Pavone) - 0:40 -  (Antonio Amurri-Bruno Canfora-Raffaele Sposito "Faele") Edizioni Ariston
  11. Stasera con te (Mina & Rita Pavone) - 0:36 -  (Leo Chiosso-Franco Pisano-Lina Wertmüller) Edizioni BMG-Ariola
  12. Ciao ciao (Downtown) (Mina & Rita Pavone) - 0:55 -  (Tony Hatch)
13. Finisce qui - 2:05 -  (Giorgio Calabrese-Pino Calvi) Edizioni Ariston

## Descrizione brani
Introduzione parlata
Signori... Mina! Con queste due sole brevi parole Lelio Luttazzi introduceva Mina con un rituale che si ripeteva ogni sabato sera in Studio Uno del 1965, lo storico show televisivo diretto da Antonello Falqui.